# Kanton Moissac
Der Kanton Moissac ist seit 2015 ein französischer Wahlkreis im Arrondissement Castelsarrasin, im Département Tarn-et-Garonne und in der Region Okzitanien; sein Hauptort ist Moissac.

## Gemeinden
Der Kanton besteht aus drei Gemeinden mit insgesamt 14.944 Einwohnern (Stand: 1. Januar 2022) auf einer Gesamtfläche von 124,02 km²:
| Gemeinde       | Einwohner 1. Januar 2022 | Fläche km² | Dichte Einw./km² | Code INSEE | Postleitzahl |
| -------------- | ------------------------ | ---------- | ---------------- | ---------- | ------------ |
| Lizac          | 545                      | 9,42       | 58               | 82099      | 82200        |
| Moissac        | 13.652                   | 85,95      | 159              | 82112      | 82200        |
| Montesquieu    | 747                      | 28,65      | 26               | 82127      | 82200        |
| Kanton Moissac | 14.944                   | 124,02     | 120              | 8205       | –            |